# L’Écrivain de la famille
L’Écrivain de la famille est le premier roman de Grégoire Delacourt publié en 2011 aux Éditions Jean-Claude Lattès.

## Résumé
Les parents d'Édouard, né en 1960, voient en lui une carrière d'écrivain car dès l'âge de sept ans il écrit un court poème. Devenu adulte, encouragé par sa future femme, Monique, il écrit  un roman qu'il fait parvenir au critique littéraire Matthieu Galey qui lui conseille d'en reprendre sa rédaction. Renonçant alors à une carrière littéraire, il devient publiciste.
Le père d'Édouard surnommé Dumbo possède avec sa propre mère un magasin de vêtements alors que la concurrence des supermarchés est de plus en plus forte. Édouard a une sœur et un frère autiste. Malgré les nombreux amants de leur mère le couple ne se sépare pas tant que les enfants vivent avec eux.
Monique qu’Édouard a épousé et avec qui ils ont eu deux enfants le quitte à plusieurs reprises.

## Prix
- Prix Marcel Pagnol 2011[2]
- Prix Rive Gauche à Paris 2011[3]
- Prix Carrefour du Premier Roman 2011[4]
- Prix Cœur de France 2011[5]
- Prix du premier roman Méo Camuzet 2011[6]

## Éditions
- Grégoire Delacourt. L'Écrivain de la famille, Paris, JC Lattès, coll. « Littérature française », 2011, 250 p.  (ISBN 978-2-7096-3547-9)[7]
- Grégoire Delacourt. L'Écrivain de la famille, Paris, LGF, coll. « Le Livre de poche », 2012, 240 p.  (ISBN 978-2-2531-6854-6)